# Windsor (circonscription du Parlement britannique)
Circonscription parlementaire de la Chambre des communes
La circonscription de Windsor est une circonscription parlementaire britannique située dans le Berkshire, et représentée à la Chambre des communes du Parlement britannique depuis 2005 par Adam Afriyie du Parti conservateur.

## Members of Parliament

### Burgesses au Parlement anglais 1510–1707
Comme il y avait parfois des écarts importants entre les parlements tenus au cours de cette période, les dates de la première assemblée et de la dissolution sont indiquées. Lorsque le nom du membre n'a pas encore été déterminé ou (au XVIe siècle) n'est pas enregistré dans un document survivant, l'entrée inconnue est inscrite dans le tableau.
Les chiffres romains après certains noms sont ceux utilisés dans La Chambre des communes 1509–1558 et La Chambre des communes 1558–1603 pour distinguer un membre du parlement d'un autre politicien du même nom
| Élection          | Assemblé          | Dissolution       | Premier membre         | Second membre                                           |
| ----------------- | ----------------- | ----------------- | ---------------------- | ------------------------------------------------------- |
| 1510              | 21 janvier 1510   | 23 février 1510   | John Welles            | William Pury                                            |
| 1512              | 4 février 1512    | 4 mars 1514       | John Welles            | Thomas Rider                                            |
| 1515              | 5 février 1515    | 22 décembre 1515  | John Welles            | Thomas Rider                                            |
| 1523              | 15 avril 1523     | 13 août 1523      | Inconnue               | Inconnue                                                |
| 1529              | 3 novembre 1529   | 14 avril 1536     | Thomas Warde           | William Simonds                                         |
| 1536              | 8 juin 1536       | 18 juillet 1536   | Inconnue               | Inconnue                                                |
| 1539              | 28 avril 1539     | 24 juillet 1540   | Inconnue               | Inconnue                                                |
| 1542              | 16 janvier 1542   | 28 mars 1544      | Richard Warde          | William Simonds                                         |
| 1545              | 23 novembre 1545  | 31 janvier 1547   | Thomas Legh            | Inconnue                                                |
| 1547              | 4 novembre 1547   | 15 avril 1552     | Richard Warde          | Edward Weldon                                           |
| janvier 1552      | 4 novembre 1547   | 15 avril 1552     | Richard Warde          | Thomas Little                                           |
| 1553              | 1er mars 1553     | 31 mars 1553      | Richard Warde          | Richard Amyce                                           |
| 1553              | 5 octobre 1553    | 5 décembre 1553   | Richard Warde          | Thomas Good                                             |
| 1554              | 2 avril 1554      | 3 mai 1554        | Richard Warde          | Thomas Butler II                                        |
| 1554              | 12 novembre 1554  | 16 janvier 1555   | Richard Warde          | William Norreys                                         |
| 1555              | 21 octobre 1555   | 9 décembre 1555   | Richard Warde          | William Norreys                                         |
| 14 janvier 1558   | 20 janvier 1558   | 17 novembre 1558  | William Hanley         | William Norreys                                         |
| 5 janvier 1559    | 23 janvier 1559   | 8 mai 1559        | Thomas Weldon          | Roger Amyce                                             |
| 1562 ou 1563      | 11 janvier 1563   | 2 janvier 1567    | Richard Gallys         | John Gresham                                            |
| 1571              | 2 avril 1571      | 29 mai 1571       | John Thomson           | Humphrey Michell                                        |
| 12 avril 1572     | 8 mai 1572        | 19 April 1583     | Edmund Docwra          | Richard Gallys                                          |
| 1576              | 8 mai 1572        | 19 April 1583     | Edmund Docwra          | Humphrey Michell                                        |
| 16 novembre 1584  | 23 novembre 1584  | 14 septembre 1585 | Henry Neville          | John Croke III                                          |
| 28 septembre 1586 | 13 octobre 1586   | 23 mars 1587      | Henry Neville          | George Woodward                                         |
| 10 octobre 1588   | 4 février 1589    | 29 mars 1589      | Henry Neville          | Edward Hake                                             |
| 26 octobre 1588   | 4 février 1589    | 29 mars 1589      | Edward Neville I       | Edward Hake                                             |
| 1593              | 18 février 1593   | 10 avril 1593     | Henry Neville          | Edward Neville II                                       |
| 16 octobre 1597   | 24 octobre 1597   | 9 février 1598    | Julius Caesar          | John Norreys                                            |
| 1er octobre 1601  | 27 octobre 1601   | 19 décembre 1601  | Julius Caesar          | (Sir) John Norreys                                      |
| 1604              | 19 mars 1604      | 9 février 1611    | Samuel Backhouse       | Thomas Durdent mort et remplacé par Sir Francis Howard  |
| 1614              | 5 avril 1614      | 7 juin 1614       | Sir Richard Lovelace   | Thomas Woodward                                         |
| 1621              | 16 janvier 1621   | 8 février 1622    | Sir Charles Howard     | Sir Robert Bennet                                       |
| 1624              | 12 février 1624   | 27 mars 1625      | Edmund Sawyer          | Thomas Woodward mort et remplacé par Sir William Hewitt |
| 1625              | 17 mai 1625       | 12 août 1625      | William Russell        | Humphrey Newbury                                        |
| 1626              | 6 février 1626    | 15 juin 1626      | William Russell        | Humphrey Newbury                                        |
| 1628              | 17 mars 1628      | 10 mars 1629      | William Beecher        | Thomas Hewett                                           |
|                   | Pas de parlement  |                   |                        |                                                         |
| 1640              | 13 avril 1640     | 5 mai 1640        | Sir Arthur Ingram      | Sir Richard Harrison                                    |
| 1640              | 3 novembre 1640   | 5 décembre 1648   | Cornelius Holland      | William Taylor Richard Winwood (1641)                   |
| 1640              | 6 décembre 1648   | 20 avril 1653     | Cornelius Holland      | William Taylor Richard Winwood (1641)                   |
| 1653              | 4 juillet 1653    | 12 décembre 1653  | non représenté         | non représenté                                          |
| 1654              | 3 septembre 1654  | 22 janvier 1655   | non représenté         | non représenté                                          |
| 1656              | 17 septembre 1656 | 4 février 1658    | non représenté         | non représenté                                          |
| 1659              | 27 janvier 1659   | 22 avril 1659     | George Starkey         | Christopher Whichcote                                   |
| N/A               | 7 mai 1659        | 20 février 1660   | inconnue               | inconnue                                                |
| N/A               | 21 février 1660   | 16 mars 1660      | inconnue               | inconnue                                                |
| 3 avril 1660      | 25 avril 1660     | 29 décembre 1660  | Alexander Baker        | Roger Palmer                                            |
| 9 avril 1661      | 8 mai 1661        | 24 janvier 1679   | Sir Richard Braham     | Thomas Higgons                                          |
| 19 février 1677   | 8 mai 1661        | 24 janvier 1679   | Sir Francis Winnington | Thomas Higgons                                          |
| 27 février 1679   | 6 mars 1679       | 12 juillet 1679   | Sir John Ernle         | John Powney                                             |
| 5 avril 1679      | 6 mars 1679       | 12 juillet 1679   | Richard Winwood        | Samuel Starkey                                          |
| 29 août 1679      | 21 octobre 1680   | 18 janvier 1681   | John Powney            | John Carey                                              |
| 4 novembre 1680   | 21 octobre 1680   | 18 janvier 1681   | Samuel Starkey         | Richard Winwood                                         |
| 1681              | 21 mars 1681      | 28 mars 1681      | Samuel Starkey         | Richard Winwood                                         |
| 28 mars 1685      | 19 mai 1685       | 2 juin 1687       | William Chiffinch      | Richard Graham                                          |
| 11 janvier 1689   | 22 janvier 1689   | 6 février 1690    | Henry Powle            | Sir Christopher Wren                                    |
| 23 mai 1689       | 22 janvier 1689   | 6 février 1690    | Henry Powle            | Sir Algernon May                                        |
| 6 mars 1690       | 20 mars 1690      | 11 octobre 1695   | Sir Christopher Wren   | Baptist May                                             |
| 17 mai 1690       | 20 mars 1690      | 11 octobre 1695   | Sir Charles Porter     | William Adderley                                        |
| 20 novembre 1693  | 20 mars 1690      | 11 octobre 1695   | Sir Charles Porter     | Sir William Scawen                                      |
| 23 octobre 1695   | 22 novembre 1695  | 6 juillet 1698    | Sir William Scawen     | Vicomte Fitzhardinge                                    |
| 21 août 1698      | 24 août 1698      | 19 décembre 1700  | Vicomte Fitzhardinge   | Richard Topham                                          |
| 3 janvier 1701    | 6 février 1701    | 11 novembre 1701  | Vicomte Fitzhardinge   | Richard Topham                                          |
| 21 novembre 1701  | 30 décembre 1701  | 2 juillet 1702    | Vicomte Fitzhardinge   | Richard Topham                                          |
| 16 août 1702      | 20 août 1702      | 5 avril 1705      | Vicomte Fitzhardinge   | Richard Topham                                          |
| 8 mai 1705        | 14 juin 1705      | 1707              | Vicomte Fitzhardinge   | Richard Topham                                          |

### MPs 1707–1868
| Année | Année     | Année                    | Premier membre              | Premier parti          | Second membre              | Second parti |
| ----- | --------- | ------------------------ | --------------------------- | ---------------------- | -------------------------- | ------------ |
|       |           | 1707                     | John, Vicomte Fitzhardinge  |                        | Richard Topham             |              |
|       | 1710      | William Paul             |                             |                        | Richard Topham             |              |
|       | 1711      | Samuel Masham            |                             |                        | Richard Topham             |              |
|       | 1712      | Charles Aldworth         |                             |                        | Richard Topham             |              |
|       | 1713      | Charles Aldworth         | Christopher Wren            |                        |                            |              |
|       | Jan. 1715 | Robert Gayer             | Christopher Wren            |                        |                            |              |
|       |           | Avr. 1715                | Sir Henry Ashurst, Bt       |                        | Samuel Travers             |              |
|       |           | 1722                     | Charles, Comte de Burford   |                        | William, Comte d'Inchiquin |              |
|       | 1726      | Lord Vere Beauclerk      |                             |                        | William, Comte d'Inchiquin |              |
|       | 1727      | Lord Vere Beauclerk      | George, Vicomte Malpas      |                        |                            |              |
|       | 1733      | Lord Vere Beauclerk      | Lord Sidney Beauclerk       |                        |                            |              |
|       | 1741      | Henry Fox                | Lord Sidney Beauclerk       |                        |                            |              |
|       | 1744      | Henry Fox                | Lord George Beauclerk       |                        |                            |              |
|       | 1754      | Henry Fox                | Hon. John Fitzwilliam       |                        |                            |              |
|       | 1761      | Hon. Augustus Keppel     | Hon. John Fitzwilliam       |                        |                            |              |
|       | Mar. 1768 | Hon. Augustus Keppel     | George Beauclerk            |                        |                            |              |
|       | Mai. 1768 | Hon. Augustus Keppel     | Richard Tonson              |                        |                            |              |
|       | 1772      | Hon. Augustus Keppel     | Hon. John Hussey-Montagu    | Tory                   |                            |              |
|       | 1780      | Peniston Portlock Powney | Hon. John Hussey-Montagu    | Tory                   | Tory                       |              |
|       | 1787      | Peniston Portlock Powney | Comte de Mornington         |                        | Tory                       |              |
|       | 1794      | William Grant            | Comte de Mornington         | Tory                   |                            |              |
|       |           | 1796                     | Henry Isherwood             | Tory                   | Hon. Robert Fulke Greville | Tory         |
|       | 1797      | Sir William Johnston, Bt | Tory                        |                        | Hon. Robert Fulke Greville | Tory         |
|       | 1802      | John Williams            | Tory                        |                        | Hon. Robert Fulke Greville | Tory         |
|       | 1804      | Arthur Vansittart        | Tory                        |                        | Hon. Robert Fulke Greville | Tory         |
|       |           | 1806                     | Edward Disbrowe             | Tory                   | Richard Ramsbottom         | Tory         |
|       | 1810      | John Ramsbottom, junior  | Edward Disbrowe             | Tory                   | Non Partisan               |              |
|       | 1812      | John Ramsbottom, junior  | Edward Disbrowe             | Tory                   | Whig                       |              |
|       | 1819      | John Ramsbottom, junior  | Lord Graves                 | Tory                   | Whig                       |              |
|       | 1820      | John Ramsbottom, junior  | Sir Herbert Taylor          | Tory                   | Whig                       |              |
|       | 1823      | John Ramsbottom, junior  | Edward Cromwell Disbrowe    | Non Partisan           | Whig                       |              |
|       | 1826      | John Ramsbottom, junior  | Sir Hussey Vivian           | Non Partisan           | Whig                       |              |
|       | 1830      | John Ramsbottom, junior  | Sir Hussey Vivian           | Whig                   | Whig                       |              |
|       | 1831      | John Ramsbottom, junior  | Rt Hon. Edward Stanley      | Whig                   | Whig                       |              |
|       |           | John Ramsbottom, junior  | 1832                        | Sir Samuel Pechell, Bt | Whig                       | Radical      |
|       | 1835      | John Ramsbottom, junior  | Sir John Edmund de Beauvoir | Radical                |                            | Radical      |
|       | 1835      | John Ramsbottom, junior  | Sir John Elley              | Conservateur           |                            | Radical      |
|       | 1837      | John Ramsbottom, junior  | Robert Gordon               | Whig,                  |                            | Radical      |
|       | 1841      | John Ramsbottom, junior  | Ralph Neville               | Conservateur           |                            | Radical      |
|       | 1845      | George Alexander Reid    | Ralph Neville               | Conservateur           | Conservateur               |              |
|       | 1847      | George Alexander Reid    | Lord John Hay               | Whig,                  | Conservateur               |              |
|       | 1850      | George Alexander Reid    | John Hatchell               | Whig                   | Conservateur               |              |
|       | 1852      | Charles Grenfell         | John Hatchell               | Whig                   | Whig,                      |              |
|       | 1852      | Charles Grenfell         | Charles Wellesley           | Conservateur           | Whig,                      |              |
|       | 1855      | Charles Grenfell         | Samson Ricardo              | Whig                   | Whig,                      |              |
|       | 1857      | Charles Grenfell         | William Vansittart          | Conservateur           | Whig,                      |              |
|       | 1859      | George William Hope      | William Vansittart          | Conservateur           | Conservateur               |              |
|       | 1863      | Richard Howard-Vyse      | William Vansittart          | Conservateur           | Conservateur               |              |
|       |           | 1865                     | Sir Henry Hoare, Bt         | Libéral                | Henry Labouchere           | Libéral      |
|       |           | 1866                     | Charles Edwards             | Libéral                | Roger Eykyn                | Libéral      |

### MPs 1868–1974
| Élection | Élection                   | Membre                                            | Membre                                            | Parti                                             |
| -------- | -------------------------- | ------------------------------------------------- | ------------------------------------------------- | ------------------------------------------------- |
| 1868     | 1868                       | réduit à un membre                                | réduit à un membre                                | réduit à un membre                                |
|          | 1868                       | Roger Eykyn                                       |                                                   | Libéral                                           |
|          | 1874                       | Robert Richardson-Gardner                         |                                                   | Conservateur                                      |
|          | Élection partielle de 1890 | Sir Francis Barry, Bt                             |                                                   | Conservateur                                      |
|          | 1906                       | James Mason                                       |                                                   | Conservateur                                      |
|          | 1918                       | Ernest Gardner                                    |                                                   | Coalition Conservateur                            |
|          | 1922                       | Sir Annesley Somerville                           |                                                   | Conservateur                                      |
|          | Élection partielle de 1942 | Sir Charles Mott-Radclyffe                        |                                                   | Conservateur                                      |
|          | 1970                       | Alan Glyn                                         |                                                   | Conservateur                                      |
|          | Fev 1974                   | circonscription abolie: voir Windsor & Maidenhead | circonscription abolie: voir Windsor & Maidenhead | circonscription abolie: voir Windsor & Maidenhead |

### MPs 1997–présent
| Élection | Élection | Membre        | Membre | Parti        |
| -------- | -------- | ------------- | ------ | ------------ |
|          | 1997     | Michael Trend |        | Conservateur |
|          | 2005     | Adam Afriyie  |        | Conservateur |

## Élections

### Élections depuis 1997
| Parti         | Parti                | Candidat             | Voix   | %    | ±    |
| ------------- | -------------------- | -------------------- | ------ | ---- | ---- |
|               | Conservateur         | Adam Afriyie         | 31,501 | 58,6 | 5.8  |
|               | Libéral Démocrate    | Julian Tisi          | 11,422 | 21,3 | 11.2 |
|               | Travailliste         | Peter Shearman       | 8,147  | 15,2 | 7.7  |
|               | Green                | Fintan McKeown       | 1,796  | 3,3  | 0.7  |
|               | Indépendant          | David Buckley        | 508    | 0,9  | N/A  |
|               | Indépendant          | Wisdom Da Costa      | 376    | 0,7  | N/A  |
| Majorité      | Majorité             | Majorité             | 20,079 | 37,3 | 4.2  |
| Participation | Participation        | Participation        | 53,750 | 71,6 | 1.6  |
|               | Conservateur retenir | Conservateur retenir | Swing  | -4.2 |      |

| Parti         | Parti                | Candidat             | Voix   | %    | ±   |
| ------------- | -------------------- | -------------------- | ------ | ---- | --- |
|               | Conservateur         | Adam Afriyie         | 34,718 | 64,4 | 1.0 |
|               | Travailliste         | Peter Shearman       | 12,334 | 22,9 | 9.5 |
|               | Libéral Démocrate    | Julian Tisi          | 5,434  | 10,1 | 1.5 |
|               | Green                | Fintan McKeown       | 1,435  | 2,6  | 1.0 |
| Majorité      | Majorité             | Majorité             | 22,384 | 41,5 | 8.5 |
| Participation | Participation        | Participation        | 53,921 | 73,3 | 3.2 |
|               | Conservateur retenir | Conservateur retenir | Swing  |      |     |

| Parti         | Parti                | Candidat             | Voix   | %    | ±    |
| ------------- | -------------------- | -------------------- | ------ | ---- | ---- |
|               | Conservateur         | Adam Afriyie         | 31,797 | 63,4 | 2.6  |
|               | Travailliste         | Fiona Dent           | 6,714  | 13,4 | 3.5  |
|               | UKIP                 | Tariq Mailik         | 4,992  | 10,0 | 7.7  |
|               | Libéral Démocrate    | George Fussey        | 4,323  | 8,6  | 13.8 |
|               | Green                | Derek Wall           | 1,834  | 3,7  | 2.4  |
|               | Indépendant          | Wisdom Da Costa      | 500    | 1,0  | N/A  |
| Majorité      | Majorité             | Majorité             | 25,083 | 50,0 | 11.6 |
| Participation | Participation        | Participation        | 50,160 | 70,1 | 1.2  |
|               | Conservateur retenir | Conservateur retenir | Swing  | 8.2  |      |

| Parti         | Parti                | Candidat             | Voix   | %    | ±    |
| ------------- | -------------------- | -------------------- | ------ | ---- | ---- |
|               | Conservateur         | Adam Afriyie         | 30,172 | 60,8 | 11.4 |
|               | Libéral Démocrate    | Julian Tisi          | 11,118 | 22,4 | 4.7  |
|               | Travailliste         | Amanjit Jhund        | 4,910  | 9,9  | 8.0  |
|               | UKIP                 | John-Paul Rye        | 1,612  | 3,3  | 0.6  |
|               | BNP                  | Peter Philips        | 950    | 1,9  | N/A  |
|               | Green                | Derek Wall           | 628    | 1,3  | 1.1  |
|               | Indépendant          | Peter Hooper         | 198    | 0,4  | N/A  |
| Majorité      | Majorité             | Majorité             | 19,054 | 38,4 | 16.1 |
| Participation | Participation        | Participation        | 49,588 | 71,3 | 7.2  |
|               | Conservateur retenir | Conservateur retenir | Swing  | 8.1  |      |

| Parti         | Parti                | Candidat             | Voix   | %    | ±   |
| ------------- | -------------------- | -------------------- | ------ | ---- | --- |
|               | Conservateur         | Adam Afriyie         | 21,646 | 49,5 | 2.2 |
|               | Libéral Démocrate    | Antony Wood          | 11,354 | 26,0 | 0.1 |
|               | Travailliste         | Mark Muller          | 8,339  | 19,1 | 5.0 |
|               | UKIP                 | David Black          | 1,098  | 2,5  | 0.0 |
|               | Green                | Derek Wall           | 1,074  | 2,5  | N/A |
|               | Indépendant          | Peter Hooper         | 182    | 0,4  | N/A |
| Majorité      | Majorité             | Majorité             | 10,292 | 23,6 | 2.5 |
| Participation | Participation        | Participation        | 43,691 | 65,4 | 8.4 |
|               | Conservateur retenir | Conservateur retenir | Swing  | 1.2  |     |

| Parti         | Parti                | Candidat             | Voix   | %    | ±    |
| ------------- | -------------------- | -------------------- | ------ | ---- | ---- |
|               | Conservateur         | Michael Trend        | 19,900 | 47,3 | 0.9  |
|               | Libéral Démocrate    | Nick Pinfield        | 11,011 | 26,1 | 2.6  |
|               | Travailliste         | Mark Muller          | 8,339  | 24,1 | 5.8  |
|               | UKIP                 | John Fagan           | 1,062  | 2,5  | 1.9  |
| Majorité      | Majorité             | Majorité             | 8,889  | 21,1 | 1.6  |
| Participation | Participation        | Participation        | 42,096 | 57,0 | 16.5 |
|               | Conservateur retenir | Conservateur retenir | Swing  | 0.8  |      |

| Parti         | Parti                | Candidat             | Voix   | %    | ±   |
| ------------- | -------------------- | -------------------- | ------ | ---- | --- |
|               | Conservateur         | Michael Trend        | 24,476 | 48,2 | 8.1 |
|               | Libéral Démocrate    | Chris Fox            | 14,559 | 28,7 | 0.4 |
|               | Travailliste         | Amanda Williams      | 9,287  | 18,3 | 5.9 |
|               | Référendum           | James McDermott      | 1,676  | 3,3  | N/A |
|               | Libéral              | Paul Bradshaw        | 388    | 0,8  | N/A |
|               | UKIP                 | E.Bigg               | 302    | 0,6  | N/A |
|               | Dynamic              | Ronald Parr          | 93     | 0,2  | N/A |
| Majorité      | Majorité             | Majorité             | 9,917  | 19,5 | 7.7 |
| Participation | Participation        | Participation        | 50,781 | 73,5 | N/A |
|               | Conservateur retenir | Conservateur retenir | Swing  | 3.9  |     |

### Élections 1950-1970

#### Élections dans les années 1970
| Parti         | Parti                | Candidat             | Voix   | %    | ±     |
| ------------- | -------------------- | -------------------- | ------ | ---- | ----- |
|               | Conservateur         | Alan Glyn            | 32,264 | 58,9 | +9.3  |
|               | Travailliste         | Timothy D. Sullivan  | 16,214 | 29,6 | -3.9  |
|               | Liberal              | Robin J. Trevallion  | 6,343  | 11,6 | -5.3  |
| Majorité      | Majorité             | Majorité             | 16,050 | 29,3 | +13.2 |
| Participation | Participation        | Participation        | 54,821 | 70,5 | -5.8  |
|               | Conservateur retenir | Conservateur retenir | Swing  | +6.6 |       |

#### Élections dans les années 1960
| Parti         | Parti                | Candidat               | Voix   | %    | ±    |
| ------------- | -------------------- | ---------------------- | ------ | ---- | ---- |
|               | Conservateur         | Charles Mott-Radclyffe | 25,630 | 49,6 | -0.7 |
|               | Travailliste         | Roger R. Brown         | 17,300 | 33,5 | +6.4 |
|               | Liberal              | Stephen Ronald Jakobi  | 8,744  | 16,9 | -5.7 |
| Majorité      | Majorité             | Majorité               | 8,330  | 16,1 | -7.1 |
| Participation | Participation        | Participation          | 51,674 | 76,3 | -0.1 |
|               | Conservateur retenir | Conservateur retenir   | Swing  | -3.5 |      |

| Parti         | Parti                | Candidat               | Voix   | %    | ±     |
| ------------- | -------------------- | ---------------------- | ------ | ---- | ----- |
|               | Conservateur         | Charles Mott-Radclyffe | 25,274 | 50,3 | -15.1 |
|               | Travailliste         | Peter A. Fletcher      | 13,652 | 27,1 | -7.5  |
|               | Liberal              | Peter G.N. Badge       | 11,336 | 22,6 | N/A   |
| Majorité      | Majorité             | Majorité               | 11,642 | 23,2 | -7.5  |
| Participation | Participation        | Participation          | 50,242 | 76,4 | +0.9  |
|               | Conservateur retenir | Conservateur retenir   | Swing  | -3.8 |       |

#### Élections dans les années 1950
| Parti         | Parti                | Candidat               | Voix   | %    | ±    |
| ------------- | -------------------- | ---------------------- | ------ | ---- | ---- |
|               | Conservateur         | Charles Mott-Radclyffe | 29,942 | 65,4 | +2.0 |
|               | Travailliste         | William E. Robinson    | 15,864 | 34,6 | -2.0 |
| Majorité      | Majorité             | Majorité               | 14,078 | 30,7 | +4.0 |
| Participation | Participation        | Participation          | 50,242 | 76,4 | +0.9 |
|               | Conservateur retenir | Conservateur retenir   | Swing  | +2.0 |      |

| Parti         | Parti                | Candidat               | Voix   | %    | ±    |
| ------------- | -------------------- | ---------------------- | ------ | ---- | ---- |
|               | Conservateur         | Charles Mott-Radclyffe | 25,390 | 63,4 | +1.8 |
|               | Travailliste         | William O.J. Robinson  | 14,666 | 36,6 | -1.8 |
| Majorité      | Majorité             | Majorité               | 10,724 | 26,8 | +3.6 |
| Participation | Participation        | Participation          | 40,056 | 73,3 | -5.7 |
|               | Conservateur retenir | Conservateur retenir   | Swing  | +1.8 |      |

| Parti         | Parti                | Candidat               | Voix   | %    | ±    |
| ------------- | -------------------- | ---------------------- | ------ | ---- | ---- |
|               | Conservateur         | Charles Mott-Radclyffe | 25,612 | 61,6 | +6.0 |
|               | Travailliste         | Marjorie Nicholson     | 15,977 | 38,4 | +4.6 |
| Majorité      | Majorité             | Majorité               | 9,635  | 23,2 | +1.4 |
| Participation | Participation        | Participation          | 9,635  | 79,0 | -3.0 |
|               | Conservateur retenir | Conservateur retenir   | Swing  | +0.7 |      |

| Parti         | Parti                | Candidat               | Voix   | %    | ±     |
| ------------- | -------------------- | ---------------------- | ------ | ---- | ----- |
|               | Conservateur         | Charles Mott-Radclyffe | 23,512 | 55,6 | +1.4  |
|               | Travailliste         | Marjorie Nicholson     | 14,300 | 33,8 | +0.7  |
|               | Liberal              | Alastair Mars          | 4,495  | 10,6 | -2.1  |
| Majorité      | Majorité             | Majorité               | 9,212  | 21,8 | +0.7  |
| Participation | Participation        | Participation          | 42,307 | 82,0 | +14.1 |
|               | Conservateur retenir | Conservateur retenir   | Swing  | +0.3 |       |

### Élections 1910-1945

#### Élections dans les années 1940
| Parti         | Parti                | Candidat               | Voix   | %    | ±     |
| ------------- | -------------------- | ---------------------- | ------ | ---- | ----- |
|               | Conservateur         | Charles Mott-Radclyffe | 26,901 | 54,2 | -4.2  |
|               | Travailliste         | Marjorie Nicholson     | 16,420 | 33,1 | N/A   |
|               | Liberal              | Neville Tufnell        | 6,331  | 12,8 | N/A   |
| Majorité      | Majorité             | Majorité               | 10,481 | 21,1 | +4.4  |
| Participation | Participation        | Participation          | 49,652 | 67,9 | +40.0 |
|               | Conservateur retenir | Conservateur retenir   | Swing  | N/A  |       |

| Parti         | Parti                    | Candidat               | Voix   | %    | ±   |
| ------------- | ------------------------ | ---------------------- | ------ | ---- | --- |
|               | Conservateur             | Charles Mott-Radclyffe | 9,557  | 58,4 | N/A |
|               | Indépendant progressiste | William Douglas-Home   | 6,817  | 41,6 | N/A |
| Majorité      | Majorité                 | Majorité               | 2,740  | 16,8 | N/A |
| Participation | Participation            | Participation          | 16,374 | 27,9 | N/A |
|               | Conservateur retenir     | Conservateur retenir   | Swing  | N/A  |     |

#### Élections dans les années 1930
Élections Générales 1939/40
Une autre élection générale devait avoir lieu avant la fin de 1940. Les partis politiques préparaient une élection et, à l'automne 1939, les candidats suivants avaient été sélectionnés; 
- Conservateur: Annesley Somerville
- Travailliste:

| Parti | Parti                | Candidat             | Voix      | %   | ±   |
| ----- | -------------------- | -------------------- | --------- | --- | --- |
|       | Conservateur         | Annesley Somerville  | Unopposed | N/A | N/A |
|       | Conservateur retenir | Conservateur retenir | Swing     | N/A |     |

| Parti | Parti                | Candidat             | Voix      | %   | ±   |
| ----- | -------------------- | -------------------- | --------- | --- | --- |
|       | Conservateur         | Annesley Somerville  | Unopposed | N/A | N/A |
|       | Conservateur retenir | Conservateur retenir | Swing     | N/A |     |

#### Élections dans les années 1920
| Parti         | Parti             | Candidat            | Voix   | %    | ±     |
| ------------- | ----------------- | ------------------- | ------ | ---- | ----- |
|               | Unioniste         | Annesley Somerville | 20,564 | 57,2 | -21.5 |
|               | Liberal           | Ernest Haylor       | 11,314 | 31,5 | N/A   |
|               | Travailliste      | Alfred Chilton      | 4,049  | 11,3 | -10.0 |
| Majorité      | Majorité          | Majorité            | 9,250  | 25,8 | -31.6 |
| Participation | Participation     | Participation       | 35,927 | 67,6 | +1.0  |
|               | Unioniste retenir | Unioniste retenir   | Swing  |      |       |

| Parti         | Parti             | Candidat            | Voix   | %    | ±     |
| ------------- | ----------------- | ------------------- | ------ | ---- | ----- |
|               | Unioniste         | Annesley Somerville | 20,370 | 78,7 | +20.3 |
|               | Travailliste      | C.N.B. Crisp        | 5,514  | 21,3 | n/a   |
| Majorité      | Majorité          | Majorité            | 14,856 | 57,4 | +40.7 |
| Participation | Participation     | Participation       | 25,884 | 66,6 | +9.5  |
|               | Unioniste retenir | Unioniste retenir   | Swing  |      |       |

| Parti         | Parti             | Candidat               | Voix   | %     | ±     |
| ------------- | ----------------- | ---------------------- | ------ | ----- | ----- |
|               | Unioniste         | Annesley Somerville    | 12,648 | 58,4  | -12.8 |
|               | Liberal           | Charles Benjamin Crisp | 9,023  | 41,6  | +12.8 |
| Majorité      | Majorité          | Majorité               | 3,625  | 16,7  | -25.6 |
| Participation | Participation     | Participation          | 21,671 | 57,1  | -8.6  |
|               | Unioniste retenir | Unioniste retenir      | Swing  | +12.8 |       |

| Parti         | Parti             | Candidat               | Voix   | %    | ±     |
| ------------- | ----------------- | ---------------------- | ------ | ---- | ----- |
|               | Unioniste         | Annesley Somerville    | 17,504 | 71,2 | +1.8  |
|               | Liberal           | Charles Benjamin Crisp | 7,087  | 28,8 | N/A   |
| Majorité      | Majorité          | Majorité               | 10,417 | 42,4 | +3.6  |
| Participation | Participation     | Participation          | 24,591 | 65,7 | +22.2 |
|               | Unioniste retenir | Unioniste retenir      | Swing  | N/A  |       |

#### Élections dans les années 1910
| Parti                                                 | Parti                    | Candidat                | Voix   | %    | ±     |
| ----------------------------------------------------- | ------------------------ | ----------------------- | ------ | ---- | ----- |
| C                                                     | Unioniste                | Ernest Gardner          | 10,073 | 69.4 | +6.6  |
|                                                       | Travailliste indépendant | Charles Samuel Edgerley | 4,448  | 30,6 | N/A   |
| Majorité                                              | Majorité                 | Majorité                | 5,625  | 38,8 | +13.3 |
| Participation                                         | Participation            | Participation           | 14,521 | 43,5 | -44.8 |
|                                                       | Unioniste retenir        | Unioniste retenir       | Swing  | N/A  |       |
| C candidat approuvé par le gouvernement de coalition. |                          |                         |        |      |       |

Élections Générales 1914/15
Une autre élection générale devait avoir lieu avant la fin de 1915. Les partis politiques préparaient une élection en juillet 1914, les candidats suivants avaient été sélectionnés; 
- Unioniste: James Francis Mason
- Libéral: James Alexander Browning

| Parti         | Parti                | Candidat                           | Voix  | %    | ±    |
| ------------- | -------------------- | ---------------------------------- | ----- | ---- | ---- |
|               | Conservateur         | James Mason                        | 1,779 | 62,7 | +1.6 |
|               | Liberal              | Geoffrey Twisleton-Wykeham-Fiennes | 1,057 | 37,3 | -1.6 |
| Majorité      | Majorité             | Majorité                           | 722   | 25,4 | +3.2 |
| Participation | Participation        | Participation                      | 2,836 | 88,4 | -5.4 |
|               | Conservateur retenir | Conservateur retenir               | Swing | +1.6 |      |

| Parti         | Parti                | Candidat             | Voix  | %    | ±     |
| ------------- | -------------------- | -------------------- | ----- | ---- | ----- |
|               | Conservateur         | James Mason          | 1,838 | 61,1 | +8.9  |
|               | Liberal              | Heber Hart           | 1,170 | 38,9 | -8.9  |
| Majorité      | Majorité             | Majorité             | 668   | 22,2 | +17.8 |
| Participation | Participation        | Participation        | 3,008 | 93,7 | +4.0  |
|               | Conservateur retenir | Conservateur retenir | Swing | +8.9 |       |

### Élections 1885-1909

#### Élections dans les années 1900
| Parti              | Parti                | Candidat             | Voix  | %    | ±   |
| ------------------ | -------------------- | -------------------- | ----- | ---- | --- |
|                    | Conservateur         | James Mason          | 1,504 | 52,2 | N/A |
|                    | Liberal              | Clive Bigham         | 1,376 | 47,8 | N/A |
| Majorité           | Majorité             | Majorité             | 128   | 4,4  | N/A |
| Participation      | Participation        | Participation        | 2,880 | 89,7 | N/A |
| Registre électeurs | Registre électeurs   | Registre électeurs   | 3,210 |      |     |
|                    | Conservateur retenir | Conservateur retenir | Swing | N/A  |     |

| Parti | Parti             | Candidat      | Voix            | %               | ±               |
| ----- | ----------------- | ------------- | --------------- | --------------- | --------------- |
|       | Conservateur      | Francis Barry | Sans opposition | Sans opposition | Sans opposition |
|       | Conservateur hold |               |                 |                 |                 |

#### Élections dans les années 1890
| Parti | Parti             | Candidat      | Voix            | %               | ±               |
| ----- | ----------------- | ------------- | --------------- | --------------- | --------------- |
|       | Conservateur      | Francis Barry | Sans opposition | Sans opposition | Sans opposition |
|       | Conservateur hold |               |                 |                 |                 |

| Parti | Parti             | Candidat      | Voix            | %               | ±               |
| ----- | ----------------- | ------------- | --------------- | --------------- | --------------- |
|       | Conservateur      | Francis Barry | Sans opposition | Sans opposition | Sans opposition |
|       | Conservateur hold |               |                 |                 |                 |

| Parti              | Parti                | Candidat             | Voix  | %    | ±   |
| ------------------ | -------------------- | -------------------- | ----- | ---- | --- |
|                    | Conservateur         | Francis Barry        | 1,522 | 61,0 | N/A |
|                    | Liberal              | William Grenfell     | 972   | 39,0 | N/A |
| Majorité           | Majorité             | Majorité             | 550   | 22,0 | N/A |
| Participation      | Participation        | Participation        | 2,494 | 90,5 | N/A |
| Registre électeurs | Registre électeurs   | Registre électeurs   | 2,755 |      |     |
|                    | Conservateur retenir | Conservateur retenir | Swing | N/A  |     |

- Causé par la démission de Richardson-Gardner.

#### Élections dans les années 1880
| Parti | Parti             | Candidat                  | Voix            | %               | ±               |
| ----- | ----------------- | ------------------------- | --------------- | --------------- | --------------- |
|       | Conservateur      | Robert Richardson-Gardner | Sans opposition | Sans opposition | Sans opposition |
|       | Conservateur hold |                           |                 |                 |                 |

| Parti              | Parti                | Candidat                  | Voix  | %    | ±     |
| ------------------ | -------------------- | ------------------------- | ----- | ---- | ----- |
|                    | Conservateur         | Robert Richardson-Gardner | 1,431 | 59,7 | +5.0  |
|                    | Liberal              | Henry Butler              | 966   | 40,3 | -5.0  |
| Majorité           | Majorité             | Majorité                  | 465   | 19,4 | +10.0 |
| Participation      | Participation        | Participation             | 2,397 | 91,8 | +6.1  |
| Registre électeurs | Registre électeurs   | Registre électeurs        | 2,612 |      |       |
|                    | Conservateur retenir | Conservateur retenir      | Swing | +5.0 |       |

### Élections 1868–1880
Le système électoral à vote plurinominal a été utilisé lors d'élections à deux sièges et le scrutin majoritaire uninominal à un tour et les élections générales à partir de 1868. Chaque électeur avait jusqu'à autant de voix qu'il y avait de sièges à pourvoir. Les votes devaient être exprimés par une déclaration orale, en public, lors des scrutins (jusqu'à l'introduction du scrutin secret en 1872).
| Parti              | Parti                | Candidat                          | Voix  | %    | ±     |
| ------------------ | -------------------- | --------------------------------- | ----- | ---- | ----- |
|                    | Conservateur         | Robert Richardson-Gardner         | 995   | 54,7 | -8.6  |
|                    | Liberal              | Victor William Bates Van de Weyer | 824   | 45,3 | +8.6  |
| Majorité           | Majorité             | Majorité                          | 171   | 9,4  | -17.1 |
| Participation      | Participation        | Participation                     | 1,819 | 85,7 | -0.5  |
| Registre électeurs | Registre électeurs   | Registre électeurs                | 2,122 |      |       |
|                    | Conservateur retenir | Conservateur retenir              | Swing | -8.6 |       |

| Parti              | Parti                              | Candidat                           | Voix  | %     | ±     |
| ------------------ | ---------------------------------- | ---------------------------------- | ----- | ----- | ----- |
|                    | Conservateur                       | Robert Richardson-Gardner          | 1,064 | 63,3  | +13.5 |
|                    | Liberal                            | Roger Eykyn                        | 618   | 36,7  | -13.5 |
| Majorité           | Majorité                           | Majorité                           | 446   | 26,5  | N/A   |
| Participation      | Participation                      | Participation                      | 1,682 | 86,2  | -3.7  |
| Registre électeurs | Registre électeurs                 | Registre électeurs                 | 1,951 |       |       |
|                    | Conservateur vainqueur sur Liberal | Conservateur vainqueur sur Liberal | Swing | +13.5 |       |

| Parti              | Parti              | Candidat                  | Voix  | %     | ±     |
| ------------------ | ------------------ | ------------------------- | ----- | ----- | ----- |
|                    | Liberal            | Roger Eykyn               | 803   | 50,3  | −28.6 |
|                    | Conservateur       | Robert Richardson-Gardner | 795   | 49,7  | +28.6 |
| Majorité           | Majorité           | Majorité                  | 8     | 0,5   | −2.2  |
| Participation      | Participation      | Participation             | 1,598 | 89,9  | −1.4  |
| Registre électeurs | Registre électeurs | Registre électeurs        | 1,777 |       |       |
|                    | Liberal retenir    | Liberal retenir           | Swing | −28.6 |       |

### Élections 1690–1866
Note sur les calculs de variation en pourcentage: Lorsqu'il n'y avait qu'un seul candidat d'un parti aux élections successives, pour le même nombre de sièges, la variation est calculée sur le pourcentage de vote du parti. Lorsqu'il y avait plus d'un candidat, lors d'une ou des deux élections successives pour le même nombre de sièges, la variation est calculée sur la base du pourcentage de vote individuel.
Remarque sur les sources: Les informations sur les résultats des élections ci-dessous sont tirées de Cruickshanks et al. 1690–1715, Sedgwick 1715–1754, Namier and Brooke 1754–1790, Stooks Smith 1790–1832 et de Craig par la suite. Lorsque Stooks Smith donne des informations supplémentaires ou diffère des autres sources, cela est indiqué dans une note après le résultat. Lorsqu'un candidat est décrit comme non partisan pour une élection, cela signifie que les sources utilisées ne donnent pas d'étiquette de parti. Cela ne signifie pas nécessairement que le candidat ne se considérait pas comme membre d'un parti ou agissait en tant que tel au Parlement. Les étiquettes des partis de Craig ont été variées pour tenir compte de l'évolution des partis. Les candidats Tory sont classés comme conservateurs aux Élections générales de 1835. Les candidats whig et radicaux sont classés séparément jusqu'à la création officielle du Parti libéral peu après les Élections générales de 1859.

#### Élections dans les années 1860
| Parti | Parti        | Candidat        | Voix            | %               | ±               |
| ----- | ------------ | --------------- | --------------- | --------------- | --------------- |
|       | Liberal      | Charles Edwards | Sans opposition | Sans opposition | Sans opposition |
|       | Liberal      | Roger Eykyn     | Sans opposition | Sans opposition | Sans opposition |
|       | Liberal hold |                 |                 |                 |                 |
|       | Liberal hold |                 |                 |                 |                 |

- Causée par la précédente élection déclarée nulle par une pétition après que Hoare et Labouchere ont été reconnus coupables de corruption via leurs agents[42]

| Parti              | Parti                              | Candidat                           | Voix      | %          | ±     |
| ------------------ | ---------------------------------- | ---------------------------------- | --------- | ---------- | ----- |
|                    | Liberal                            | Henry Hoare                        | 324       | 27,2       | N/A   |
|                    | Liberal                            | Henry Labouchere                   | 323       | 27,2       | N/A   |
|                    | Liberal                            | William Vansittart                 | 291       | 24,5       | N/A   |
|                    | Conservateur                       | Richard Howard-Vyse                | 251       | 21,1       | −49.6 |
| Majorité           | Majorité                           | Majorité                           | 32        | 2,7        | N/A   |
| Participation      | Participation                      | Participation                      | 595 (est) | 91,3 (est) | +22.3 |
| Registre électeurs | Registre électeurs                 | Registre électeurs                 | 651       |            |       |
|                    | Liberal vainqueur sur Conservateur | Liberal vainqueur sur Conservateur | Swing     | N/A        |       |
|                    | Liberal vainqueur sur Conservateur | Liberal vainqueur sur Conservateur | Swing     | N/A        |       |

- Note (1865): Le taux de participation est estimé, de la même manière qu'en 1857. Cette élection a été déclarée nulle à la suite d'une pétition.

| Parti              | Parti                | Candidat             | Voix  | %     | ±     |
| ------------------ | -------------------- | -------------------- | ----- | ----- | ----- |
|                    | Conservateur         | Richard Howard-Vyse  | 287   | 54,9  | −15.8 |
|                    | Liberal              | Arthur Hayter        | 236   | 45,1  | +15.8 |
| Majorité           | Majorité             | Majorité             | 51    | 9,8   | +7.1  |
| Participation      | Participation        | Participation        | 523   | 84,5  | +15.5 |
| Registre électeurs | Registre électeurs   | Registre électeurs   | 619   |       |       |
|                    | Conservateur retenir | Conservateur retenir | Swing | −15.8 |       |

- Causé par la mort de Hope.

#### Élections dans les années 1850
| Parti              | Parti                              | Candidat                           | Voix      | %          | ±     |
| ------------------ | ---------------------------------- | ---------------------------------- | --------- | ---------- | ----- |
|                    | Conservateur                       | William Vansittart                 | 325       | 38,7       | +20.6 |
|                    | Conservateur                       | George William Hope                | 269       | 32,0       | +13.9 |
|                    | Liberal                            | Charles Grenfell                   | 246       | 29,3       | −34.6 |
| Majorité           | Majorité                           | Majorité                           | 23        | 2,7        | −1.3  |
| Participation      | Participation                      | Participation                      | 420 (est) | 69,0 (est) | −1.1  |
| Registre électeurs | Registre électeurs                 | Registre électeurs                 | 609       |            |       |
|                    | Conservateur retenir               | Conservateur retenir               | Swing     | +19.0      |       |
|                    | Conservateur vainqueur sur Liberal | Conservateur vainqueur sur Liberal | Swing     | +15.6      |       |

- Note (1859): Taux de participation estimé en 1857. Une pétition a été présentée après cette élection, mais elle a été retirée avant qu'une décision officielle ne soit prise à son sujet.

| Parti              | Parti                | Candidat             | Voix      | %          | ±     |
| ------------------ | -------------------- | -------------------- | --------- | ---------- | ----- |
|                    | Conservateur         | William Vansittart   | 325       | 36,1       | −8.4  |
|                    | Whig                 | Charles Grenfell     | 289       | 32,1       | +3.5  |
|                    | Whig                 | Samson Ricardo       | 286       | 31,8       | +4.9  |
| Majorité           | Majorité             | Majorité             | 36        | 4,0        | +1.8  |
| Participation      | Participation        | Participation        | 450 (est) | 70,1 (est) | +15.2 |
| Registre électeurs | Registre électeurs   | Registre électeurs   | 642       |            |       |
|                    | Conservateur retenir | Conservateur retenir | Swing     | −8.4       |       |
|                    | Whig retenir         | Whig retenir         | Swing     | +3.9       |       |

- Note (1857): Comme le nombre d'électeurs qui ont voté n'est pas connu, le taux de participation minimum est calculé en divisant le nombre de votes par deux. Dans la mesure où les électeurs n'ont pas utilisé leurs deux votes, le taux de participation sera sous-estimé..

| Parti | Parti                          | Candidat       | Voix            | %               | ±               |
| ----- | ------------------------------ | -------------- | --------------- | --------------- | --------------- |
|       | Whig                           | Samson Ricardo | Sans opposition | Sans opposition | Sans opposition |
|       | Whig Vainqueur de Conservateur |                |                 |                 |                 |

- Démission de Wellesley

| Parti              | Parti                | Candidat             | Voix      | %          | ±   |
| ------------------ | -------------------- | -------------------- | --------- | ---------- | --- |
|                    | Conservateur         | Charles Wellesley    | 241       | 30,8       | N/A |
|                    | Whig                 | Charles Grenfell     | 224       | 28,6       | N/A |
|                    | Whig                 | Samson Ricardo       | 210       | 26,9       | N/A |
|                    | Conservateur         | Thomas Bulkeley      | 107       | 13,7       | N/A |
| Participation      | Participation        | Participation        | 391 (est) | 54,9 (est) | N/A |
| Registre électeurs | Registre électeurs   | Registre électeurs   | 712       |            |     |
| Majorité           | Majorité             | Majorité             | 17        | 2,2        | N/A |
|                    | Conservateur retenir | Conservateur retenir | Swing     | N/A        |     |
| Majorité           | Majorité             | Majorité             | 14        | 1,8        | N/A |
|                    | Whig retenir         | Whig retenir         | Swing     | N/A        |     |

- Note (1852):  Une pétition a été présentée contre Wellesley uniquement, mais elle a été rejetée.

| Parti              | Parti                                                     | Candidat                                                  | Voix  | %    | ±   |
| ------------------ | --------------------------------------------------------- | --------------------------------------------------------- | ----- | ---- | --- |
|                    | Whig                                                      | Charles Grenfell                                          | 330   | 58,9 | N/A |
|                    | Conservateur                                              | Arthur Vansittart                                         | 230   | 41,1 | N/A |
| Majorité           | Majorité                                                  | Majorité                                                  | 100   | 17,9 | N/A |
| Participation      | Participation                                             | Participation                                             | 560   | 78,7 | N/A |
| Registre électeurs | Registre électeurs                                        | Registre électeurs                                        | 712   |      |     |
|                    | Whig (British political party) vainqueur sur Conservateur | Whig (British political party) vainqueur sur Conservateur | Swing | N/A  |     |

- Siège vacant à la mort de Reid

| Parti | Parti     | Candidat      | Voix            | %               | ±               |
| ----- | --------- | ------------- | --------------- | --------------- | --------------- |
|       | Whig      | John Hatchell | Sans opposition | Sans opposition | Sans opposition |
|       | Whig hold |               |                 |                 |                 |

- Siège vacant lors de la nomination de Hatchell au poste de Procureur général de l'Irlande

| Parti | Parti     | Candidat      | Voix            | %               | ±               |
| ----- | --------- | ------------- | --------------- | --------------- | --------------- |
|       | Whig      | John Hatchell | Sans opposition | Sans opposition | Sans opposition |
|       | Whig hold |               |                 |                 |                 |

- Démission de Hay

#### Élections dans les années 1840
| Parti              | Parti              | Candidat              | Voix            | %               | ±               |
| ------------------ | ------------------ | --------------------- | --------------- | --------------- | --------------- |
|                    | Whig               | John Hay              | Sans opposition | Sans opposition | Sans opposition |
|                    | Conservateur       | George Alexander Reid | Sans opposition | Sans opposition | Sans opposition |
| Registre électeurs | Registre électeurs | Registre électeurs    | 728             |                 |                 |
|                    | Whig hold          |                       |                 |                 |                 |
|                    | Conservateur hold  |                       |                 |                 |                 |

- Note (1847): Stooks Smith a enregistré le registre électorale à 720.

| Parti | Parti             | Candidat      | Voix            | %               | ±               |
| ----- | ----------------- | ------------- | --------------- | --------------- | --------------- |
|       | Conservateur      | Ralph Neville | Sans opposition | Sans opposition | Sans opposition |
|       | Conservateur hold |               |                 |                 |                 |

- Causé par la nomination de Neville au poste de lords commissaires du Trésor

| Parti | Parti                          | Candidat              | Voix            | %               | ±               |
| ----- | ------------------------------ | --------------------- | --------------- | --------------- | --------------- |
|       | Conservateur                   | George Alexander Reid | Sans opposition | Sans opposition | Sans opposition |
|       | Conservateur Vainqueur de Whig |                       |                 |                 |                 |

- Causé par la mort de Ramsbottom

| Parti              | Parti                           | Candidat                        | Voix  | %     | ±     |
| ------------------ | ------------------------------- | ------------------------------- | ----- | ----- | ----- |
|                    | Whig                            | John Ramsbottom                 | 316   | 30,9  | −3.8  |
|                    | Conservateur                    | Ralph Neville                   | 311   | 30,4  | +15.5 |
|                    | Whig                            | William Frederick Ferguson      | 265   | 25,9  | −5.2  |
|                    | Radical                         | John Edmund de Beauvoir         | 130   | 12,7  | −6.7  |
| Participation      | Participation                   | Participation                   | 555   | 86,4  | +13.7 |
| Registre électeurs | Registre électeurs              | Registre électeurs              | 642   |       |       |
| Majorité           | Majorité                        | Majorité                        | 5     | 0,5   | −11.2 |
|                    | Whig retenir                    | Whig retenir                    | Swing | −5.8  |       |
| Majorité           | Majorité                        | Majorité                        | 46    | 4,5   | N/A   |
|                    | Conservateur vainqueur sur Whig | Conservateur vainqueur sur Whig | Swing | +12.3 |       |

- Note (1841): Plus tard dans sa carrière, Ralph Neville est devenu connu sous le nom de Ralph Neville Grenville. Une pétition a été présentée contestant cette élection, mais elle a été retirée avant qu'une décision ne soit obtenue.

#### Élections dans les années 1830
| Parti              | Parti                      | Candidat                   | Voix  | %     | ±     |
| ------------------ | -------------------------- | -------------------------- | ----- | ----- | ----- |
|                    | Whig                       | John Ramsbottom            | 326   | 34,7  | +13.3 |
|                    | Whig                       | Robert Gordon              | 292   | 31,1  | +9.7  |
|                    | Radical                    | John Edmund de Beauvoir    | 182   | 19,4  | −9.6  |
|                    | Conservateur               | Thomas Bulkeley            | 140   | 14,9  | −13.2 |
| Majorité           | Majorité                   | Majorité                   | 110   | 11,7  | −2.2  |
| Participation      | Participation              | Participation              | 511   | 72,7  | −17.2 |
| Registre électeurs | Registre électeurs         | Registre électeurs         | 703   |       |       |
|                    | Whig retenir               | Whig retenir               | Swing | +13.3 |       |
|                    | Whig vainqueur sur Radical | Whig vainqueur sur Radical | Swing | +9.7  |       |

| Parti              | Parti                      | Candidat                   | Voix  | %     | ±     |
| ------------------ | -------------------------- | -------------------------- | ----- | ----- | ----- |
|                    | Whig                       | John Ramsbottom            | 353   | 42,9  | −32.8 |
|                    | Radical                    | John Edmund de Beauvoir    | 239   | 29,0  | +4.7  |
|                    | Conservateur               | John Elley                 | 231   | 28,1  | N/A   |
| Participation      | Participation              | Participation              | 453   | 89,9  | −1.0  |
| Registre électeurs | Registre électeurs         | Registre électeurs         | 504   |       |       |
| Majorité           | Majorité                   | Majorité                   | 114   | 13,9  | +10.9 |
|                    | Whig retenir               | Whig retenir               | Swing | −18.8 |       |
| Majorité           | Majorité                   | Majorité                   | 8     | 1,0   | N/A   |
|                    | Radical vainqueur sur Whig | Radical vainqueur sur Whig | Swing | +18.8 |       |

- À la suite d'une pétition, de Beauvoir est démis et Elley siège le 6 avril 1835, après un examen minutieux.
- Note (1835): John Walter était candidat, mais il s'est retiré avant les élections.

| Parti              | Parti              | Candidat           | Votes | %    |
| ------------------ | ------------------ | ------------------ | ----- | ---- |
|                    | Whig               | John Ramsbottom    | 408   | 48,4 |
|                    | Whig               | Samuel Pechell     | 230   | 27,3 |
|                    | Radical            | John de Beauvoir   | 205   | 24,3 |
| Majorité           | Majorité           | Majorité           | 25    | 3,0  |
| Participation      | Participation      | Participation      | 461   | 90,9 |
| Registre électeurs | Registre électeurs | Registre électeurs | 507   |      |
|                    | Whig hold          |                    |       |      |
|                    | Whig hold          |                    |       |      |

Note (1832): Stooks Smith a classé Ramsbottom comme candidat radical de cette élection. Cependant, comme Stenton éditant un livre composé de biographies parlementaires publiées par un contemporain après le Reform Act 1832, a décrit Ramsbottom comme étant des principes Whig, il continue d'être classé comme Whig dans cet article.
| Parti              | Parti              | Candidat           | Votes           | %               |                 |
| ------------------ | ------------------ | ------------------ | --------------- | --------------- | --------------- |
|                    | Whig               | John Ramsbottom    | Sans opposition | Sans opposition | Sans opposition |
|                    | Whig               | Edward Stanley     | Sans opposition | Sans opposition | Sans opposition |
| Registre électeurs | Registre électeurs | Registre électeurs | 650             |                 |                 |
|                    | Whig hold          |                    |                 |                 |                 |
|                    | Whig hold          |                    |                 |                 |                 |

| Parti              | Parti              | Candidat           | Votes           | %               |                 |
| ------------------ | ------------------ | ------------------ | --------------- | --------------- | --------------- |
|                    | Whig               | Edward Stanley     | Sans opposition | Sans opposition | Sans opposition |
| Registre électeurs | Registre électeurs | Registre électeurs | 650             |                 |                 |
|                    | Whig hold          |                    |                 |                 |                 |

- Siège vacant lors de la nomination de Vivian au poste de commandant des forces en Irlande

| Parti | Parti                          | Candidat        | Votes           | %               |                 |
| ----- | ------------------------------ | --------------- | --------------- | --------------- | --------------- |
|       | Whig                           | John Ramsbottom | Sans opposition | Sans opposition | Sans opposition |
|       | Whig                           | Hussey Vivian   | Sans opposition | Sans opposition | Sans opposition |
|       | Whig hold                      |                 |                 |                 |                 |
|       | Whig Vainqueur de Non Partisan |                 |                 |                 |                 |

#### Élections dans les années 1820
| Parti | Parti        | Candidat        | Voix            | %   | ±   |
| ----- | ------------ | --------------- | --------------- | --- | --- |
|       | Whig         | John Ramsbottom | Sans opposition | N/A | N/A |
|       | Non Partisan | Hussey Vivian   | Sans opposition | N/A | N/A |

| Parti | Parti                           | Candidat                        | Voix            | %   | ±   |
| ----- | ------------------------------- | ------------------------------- | --------------- | --- | --- |
|       | Non Partisan                    | Edward Cromwell Disbrowe        | Sans opposition | N/A | N/A |
|       | Non Partisan vainqueur sur Tory | Non Partisan vainqueur sur Tory | Swing           | N/A |     |

- Resignation of Taylor

| Parti | Parti | Candidat        | Voix            | %   | ±   |
| ----- | ----- | --------------- | --------------- | --- | --- |
|       | Whig  | John Ramsbottom | Sans opposition | N/A | N/A |
|       | Tory  | Herbert Taylor  | Sans opposition | N/A | N/A |

- Note (1820):  D'après cette élection, Stooks Smith n'ajoute pas junior au nom de John Ramsbottom..

#### Élections dans les années 1810
| Parti | Parti        | Candidat      | Voix            | %   | ±   |
| ----- | ------------ | ------------- | --------------- | --- | --- |
|       | Tory         | Thomas Graves | Sans opposition | N/A | N/A |
|       | Tory retenir | Tory retenir  | Swing           | N/A |     |

- Mort de Disbrowe

| Parti | Parti | Candidat                | Voix            | %   | ±   |
| ----- | ----- | ----------------------- | --------------- | --- | --- |
|       | Tory  | Edward Disbrowe         | Sans opposition | N/A | N/A |
|       | Whig  | John Ramsbottom, junior | Sans opposition | N/A | N/A |

| Parti | Parti | Candidat                | Voix            | %   | ±   |
| ----- | ----- | ----------------------- | --------------- | --- | --- |
|       | Tory  | Edward Disbrowe         | Sans opposition | N/A | N/A |
|       | Whig  | John Ramsbottom, junior | Sans opposition | N/A | N/A |

| Parti | Parti                           | Candidat                        | Voix            | %   | ±   |
| ----- | ------------------------------- | ------------------------------- | --------------- | --- | --- |
|       | Non Partisan                    | John Ramsbottom, junior         | Sans opposition | N/A | N/A |
|       | Non Partisan vainqueur sur Tory | Non Partisan vainqueur sur Tory | Swing           | N/A |     |

- Démission de Ramsbottom

#### Élections dans les années 1800
| Parti | Parti | Candidat           | Voix            | %   | ±   |
| ----- | ----- | ------------------ | --------------- | --- | --- |
|       | Tory  | Edward Disbrowe    | Sans opposition | N/A | N/A |
|       | Tory  | Richard Ramsbottom | Sans opposition | N/A | N/A |

| Parti         | Parti         | Candidat           | Voix | %     | ±     |
| ------------- | ------------- | ------------------ | ---- | ----- | ----- |
|               | Tory          | Edward Disbrowe    | 200  | 39,14 | N/A   |
|               | Tory          | Richard Ramsbottom | 162  | 31,70 | +0.64 |
|               | Tory          | Arthur Vansittart  | 149  | 29,16 | N/A   |
| Participation | Participation | Participation      | 511  | N/A   | N/A   |

| Parti         | Parti         | Candidat          | Voix  | %     | ±   |
| ------------- | ------------- | ----------------- | ----- | ----- | --- |
|               | Tory          | Arthur Vansittart | 200   | 55,10 | N/A |
|               | Tory          | Anthony Bacon     | 163   | 44,90 | N/A |
| Majorité      | Majorité      | Majorité          | 37    | 10,19 | N/A |
| Participation | Participation | Participation     | 363   | N/A   | N/A |
|               | Tory retenir  | Tory retenir      | Swing | N/A   |     |

- Siège vacant lorsque Williams a été déclaré non dûment élu

| Parti         | Parti         | Candidat              | Voix | %     | ±   |
| ------------- | ------------- | --------------------- | ---- | ----- | --- |
|               | Tory          | John Williams         | 212  | 35,22 | N/A |
|               | Tory          | Robert Fulke Greville | 203  | 33,72 | N/A |
|               | Tory          | Richard Ramsbottom    | 187  | 31,06 | N/A |
| Participation | Participation | Participation         | 602  | N/A   | N/A |

| Parti | Parti        | Candidat              | Voix            | %   | ±   |
| ----- | ------------ | --------------------- | --------------- | --- | --- |
|       | Tory         | Robert Fulke Greville | Sans opposition | N/A | N/A |
|       | Tory retenir | Tory retenir          | Swing           | N/A |     |

- Siège vacant lors de la nomination de Greville en tant que Groom of the Bedchamber

#### Élections dans les années 1790
| Parti         | Parti         | Candidat             | Voix  | %     | ±   |
| ------------- | ------------- | -------------------- | ----- | ----- | --- |
|               | Tory          | William Johnson      | 141   | 81,50 | N/A |
|               | Non Partisan  | William Vining Perry | 32    | 18,50 | N/A |
| Majorité      | Majorité      | Majorité             | 109   | 63,01 | N/A |
| Participation | Participation | Participation        | 173   | N/A   | N/A |
|               | Tory retenir  | Tory retenir         | Swing | N/A   |     |

- Mort d'Isherwood

| Parti | Parti | Candidat              | Voix            | %   | ±   |
| ----- | ----- | --------------------- | --------------- | --- | --- |
|       | Tory  | Henry Isherwood       | Sans opposition | N/A | N/A |
|       | Tory  | Robert Fulke Greville | Sans opposition | N/A | N/A |

| Parti         | Parti         | Candidat        | Voix  | %     | ±   |
| ------------- | ------------- | --------------- | ----- | ----- | --- |
|               | Tory          | William Grant   | 151   | 51,89 | N/A |
|               | Tory          | Henry Isherwood | 140   | 48,11 | N/A |
| Majorité      | Majorité      | Majorité        | 11    | 3,78  | N/A |
| Participation | Participation | Participation   | 291   | N/A   | N/A |
|               | Tory retenir  | Tory retenir    | Swing | N/A   |     |

- Décès de Powney

| Parti | Parti        | Candidat          | Voix            | %   | ±   |
| ----- | ------------ | ----------------- | --------------- | --- | --- |
|       | Tory         | Peniston Powney   | Sans opposition | N/A | N/A |
|       | Non Partisan | Richard Wellesley | Sans opposition | N/A | N/A |

#### Élections dans les années 1780
| Parti | Parti        | Candidat        | Voix            | %   | ±   |
| ----- | ------------ | --------------- | --------------- | --- | --- |
|       | Tory         | Peniston Powney | Sans opposition | N/A | N/A |
|       | Tory retenir | Tory retenir    | Swing           | N/A |     |

- Siège vacant lors de la nomination de Powney au poste de Ranger of the Little Park.

| Parti | Parti                           | Candidat                        | Voix            | %   | ±   |
| ----- | ------------------------------- | ------------------------------- | --------------- | --- | --- |
|       | Non Partisan                    | Richard Wellesley               | Sans opposition | N/A | N/A |
|       | Non Partisan vainqueur sur Tory | Non Partisan vainqueur sur Tory | Swing           | N/A |     |

- Décès de Hussey-Montagu
- Note (1787): Lord John Russell était un candidat, mais a refusé d'aller au bureau de scrutin.

| Parti | Parti | Candidat            | Voix            | %   | ±   |
| ----- | ----- | ------------------- | --------------- | --- | --- |
|       | Tory  | John Hussey-Montagu | Sans opposition | N/A | N/A |
|       | Tory  | Peniston Powney     | Sans opposition | N/A | N/A |

- Note (1784): Richard Pennant été proposé, mais a refusé d'aller au bureau de scrutin.

| Parti         | Parti         | Candidat            | Voix | %     | ±   |
| ------------- | ------------- | ------------------- | ---- | ----- | --- |
|               | Tory          | John Hussey-Montagu | 214  | 36,51 | N/A |
|               | Tory          | Peniston Powney     | 174  | 35,90 | N/A |
|               | Whig          | Augustus Keppel     | 158  | 27,59 | N/A |
| Participation | Participation | Participation       | 546  | N/A   | N/A |

#### Élections dans les années 1770
| Parti | Parti | Candidat            | Voix            | %   | ±   |
| ----- | ----- | ------------------- | --------------- | --- | --- |
|       | Whig  | Augustus Keppel     | Sans opposition | N/A | N/A |
|       | Tory  | John Hussey-Montagu | Sans opposition | N/A | N/A |

| Parti | Parti                           | Candidat                        | Voix            | %   | ±   |
| ----- | ------------------------------- | ------------------------------- | --------------- | --- | --- |
|       | Tory                            | John Hussey-Montagu             | Sans opposition | N/A | N/A |
|       | Tory vainqueur sur Non Partisan | Tory vainqueur sur Non Partisan | Swing           | N/A |     |

- Décès de Tonson.
- Note (1772): Stooks Smith et Napier & Brooke appellent ce MP as the Hon. John Montagu.

#### Élections dans les années 1760
| Parti | Parti                | Candidat             | Voix            | %   | ±   |
| ----- | -------------------- | -------------------- | --------------- | --- | --- |
|       | Non Partisan         | Richard Tonson       | Sans opposition | N/A | N/A |
|       | Non Partisan retenir | Non Partisan retenir | Swing           | N/A |     |

- Décès de Beauclerk.

| Parti | Parti        | Candidat         | Voix            | %   | ±   |
| ----- | ------------ | ---------------- | --------------- | --- | --- |
|       | Non Partisan | Augustus Keppel  | Sans opposition | N/A | N/A |
|       | Non Partisan | George Beauclerk | Sans opposition | N/A | N/A |

| Parti | Parti                | Candidat             | Voix            | %   | ±   |
| ----- | -------------------- | -------------------- | --------------- | --- | --- |
|       | Non Partisan         | Augustus Keppel      | Sans opposition | N/A | N/A |
|       | Non Partisan retenir | Non Partisan retenir | Swing           | N/A |     |

- Siège vacant lors de la nomination de Keppel à un bureau.

| Parti | Parti        | Candidat         | Voix            | %   | ±   |
| ----- | ------------ | ---------------- | --------------- | --- | --- |
|       | Non Partisan | John Fitzwilliam | Sans opposition | N/A | N/A |
|       | Non Partisan | Augustus Keppel  | Sans opposition | N/A | N/A |

#### Élections dans les années 1750
| Parti         | Parti                | Candidat             | Voix  | %     | ±   |
| ------------- | -------------------- | -------------------- | ----- | ----- | --- |
|               | Non Partisan         | Henry Fox            | 137   | 61,43 | N/A |
|               | Non Partisan         | Charles Bowles       | 86    | 38,57 | N/A |
| Majorité      | Majorité             | Majorité             | 51    | 23,87 | N/A |
| Participation | Participation        | Participation        | 223   | N/A   | N/A |
|               | Non Partisan retenir | Non Partisan retenir | Swing | N/A   |     |

- Siège vacant lors de la nomination de Fox au poste de Paymaster of the Forces.

| Parti | Parti                | Candidat             | Voix            | %   | ±   |
| ----- | -------------------- | -------------------- | --------------- | --- | --- |
|       | Non Partisan         | Henry Fox            | Sans opposition | N/A | N/A |
|       | Non Partisan retenir | Non Partisan retenir | Swing           | N/A |     |

- Siège vacant lors de la nomination de Fox au poste de Secrétaire d'État au département du Sud.

| Parti | Parti        | Candidat         | Voix            | %   | ±   |
| ----- | ------------ | ---------------- | --------------- | --- | --- |
|       | Non Partisan | Henry Fox        | Sans opposition | N/A | N/A |
|       | Non Partisan | John Fitzwilliam | Sans opposition | N/A | N/A |

#### Élections dans les années 1740
| Parti | Parti        | Candidat         | Voix            | %   | ±   |
| ----- | ------------ | ---------------- | --------------- | --- | --- |
|       | Non Partisan | George Beauclerk | Sans opposition | N/A | N/A |
|       | Non Partisan | Henry Fox        | Sans opposition | N/A | N/A |

| Parti | Parti                | Candidat             | Voix            | %   | ±   |
| ----- | -------------------- | -------------------- | --------------- | --- | --- |
|       | Non Partisan         | Henry Fox            | Sans opposition | N/A | N/A |
|       | Non Partisan retenir | Non Partisan retenir | Swing           | N/A |     |

- Siège vacant à la nomination de Fox comme Secrétaire à la guerre.

| Parti | Parti                | Candidat             | Voix            | %   | ±   |
| ----- | -------------------- | -------------------- | --------------- | --- | --- |
|       | Non Partisan         | George Beauclerk     | Sans opposition | N/A | N/A |
|       | Non Partisan retenir | Non Partisan retenir | Swing           | N/A |     |

- Décès de Beauclerk

| Parti | Parti                | Candidat             | Voix            | %   | ±   |
| ----- | -------------------- | -------------------- | --------------- | --- | --- |
|       | Non Partisan         | Henry Fox            | Sans opposition | N/A | N/A |
|       | Non Partisan retenir | Non Partisan retenir | Swing           | N/A |     |

- Siège vacant lors de la nomination de Fox à un bureau..

| Parti | Parti        | Candidat         | Voix            | %   | ±   |
| ----- | ------------ | ---------------- | --------------- | --- | --- |
|       | Non Partisan | Sidney Beauclerk | Sans opposition | N/A | N/A |
|       | Non Partisan | Henry Fox        | Sans opposition | N/A | N/A |

| Parti | Parti                | Candidat             | Voix            | %   | ±   |
| ----- | -------------------- | -------------------- | --------------- | --- | --- |
|       | Non Partisan         | Sidney Beauclerk     | Sans opposition | N/A | N/A |
|       | Non Partisan retenir | Non Partisan retenir | Swing           | N/A |     |

- Siège vacant lors de la nomination de Lord Sidney Beauclerk au poste de Vice-Chamberlain of the Household.

#### Élections dans les années 1730
| Parti         | Parti         | Candidat         | Voix | %     | ±   |
| ------------- | ------------- | ---------------- | ---- | ----- | --- |
|               | Non Partisan  | Vere Beauclerk   | 133  | 50,00 | N/A |
|               | Non Partisan  | Richard Oldfield | 133  | 50,00 | N/A |
| Majorité      | Majorité      | Majorité         | 0    | 0,00  | N/A |
| Participation | Participation | Participation    | 266  | N/A   | N/A |

- Siège vacant après la nomination de Lord Vere Beauclerk à un bureau.
- Un double retour a été effectué. La Chambre des communes a décidé que le résultat correct était Beauclerk 240 (60,00%) et Oldfield 160 (40,00%); une majorité de 80 (20,00%). Beauclerk est déclaré dûment élu le 27 mars 1738.

| Parti | Parti        | Candidat         | Voix            | %   | ±   |
| ----- | ------------ | ---------------- | --------------- | --- | --- |
|       | Non Partisan | Vere Beauclerk   | Sans opposition | N/A | N/A |
|       | Non Partisan | Sidney Beauclerk | Sans opposition | N/A | N/A |

| Parti | Parti                | Candidat             | Voix            | %   | ±   |
| ----- | -------------------- | -------------------- | --------------- | --- | --- |
|       | Non Partisan         | Sidney Beauclerk     | Sans opposition | N/A | N/A |
|       | Non Partisan retenir | Non Partisan retenir | Swing           | N/A |     |

- Succession de Malpas en tant que 3e Comte de Cholmondeley

| Parti | Parti                | Candidat             | Voix            | %   | ±   |
| ----- | -------------------- | -------------------- | --------------- | --- | --- |
|       | Non Partisan         | Vere Beauclerk       | Sans opposition | N/A | N/A |
|       | Non Partisan retenir | Non Partisan retenir | Swing           | N/A |     |

- Siège vacant à la nomination de Beauclerk au poste de commissaire de la Navy.

#### Élections dans les années 1720
| Parti         | Parti         | Candidat            | Voix | %     | ±   |
| ------------- | ------------- | ------------------- | ---- | ----- | --- |
|               | Non Partisan  | Vere Beauclerk      | 247  | 45,40 | N/A |
|               | Non Partisan  | George Cholmondeley | 244  | 44,85 | N/A |
|               | Non Partisan  | Francis Oldfield    | 53   | 9,74  | N/A |
| Participation | Participation | Participation       | 544  | N/A   | N/A |

| Parti | Parti                | Candidat             | Voix            | %   | ±   |
| ----- | -------------------- | -------------------- | --------------- | --- | --- |
|       | Non Partisan         | Vere Beauclerk       | Sans opposition | N/A | N/A |
|       | Non Partisan retenir | Non Partisan retenir | Swing           | N/A |     |

- Succession de Burford en tant que 2e Duc de St Albans.

| Parti         | Parti         | Candidat          | Voix | %     | ±      |
| ------------- | ------------- | ----------------- | ---- | ----- | ------ |
|               | Non Partisan  | Charles Beauclerk | 249  | 45,86 | N/A    |
|               | Non Partisan  | William O'Brien   | 211  | 38,86 | N/A    |
|               | Non Partisan  | -. Proctor        | 80   | 14,73 | N/A    |
|               | Non Partisan  | Robert Gayer      | 3    | 0,55  | -24.40 |
| Participation | Participation | Participation     | 543  | N/A   | N/A    |

#### Élections dans les années 1710
| Parti         | Parti         | Candidat         | Voix | %     | ±   |
| ------------- | ------------- | ---------------- | ---- | ----- | --- |
|               | Tory          | Christopher Wren | 141  | 25,68 | N/A |
|               | Tory          | Robert Gayer     | 137  | 24,95 | N/A |
|               | Whig          | Henry Ashurst    | 136  | 24,77 | N/A |
|               | Whig          | Samuel Travers   | 135  | 24,59 | N/A |
| Participation | Participation | Participation    | 549  | N/A   | N/A |

- Sur pétition, Wren et Gayer n'étaient pas élu et Ashurst et Travers étaient élu le 14 avril 1715.

| Parti         | Parti         | Candidat         | Voix | %     | ±   |
| ------------- | ------------- | ---------------- | ---- | ----- | --- |
|               | Tory          | Christopher Wren | 244  | 48,51 | N/A |
|               | Tory          | Charles Aldworth | 183  | 36,38 | N/A |
|               | Whig          | Henry Ashurst    | 76   | 15,11 | N/A |
| Participation | Participation | Participation    | 503  | N/A   | N/A |

| Parti         | Parti         | Candidat         | Voix  | %     | ±   |
| ------------- | ------------- | ---------------- | ----- | ----- | --- |
|               | Tory          | Charles Aldworth | 149   | 78,42 | N/A |
|               | Whig          | Topham Foot      | 41    | 21,58 | N/A |
| Majorité      | Majorité      | Majorité         | 108   | 56,84 | N/A |
| Participation | Participation | Participation    | 190   | N/A   | N/A |
|               | Tory retenir  | Tory retenir     | Swing | N/A   |     |

- Masham créé Lord Masham le 1 janvier 1712

| Parti | Parti        | Candidat      | Voix            | %   | ±   |
| ----- | ------------ | ------------- | --------------- | --- | --- |
|       | Tory         | Samuel Masham | Sans opposition | N/A | N/A |
|       | Tory retenir | Tory retenir  | Swing           | N/A |     |

- Mort de Paul

| Parti | Parti        | Candidat       | Voix            | %   | ±   |
| ----- | ------------ | -------------- | --------------- | --- | --- |
|       | Non Partisan | Richard Topham | Sans opposition | N/A | N/A |
|       | Tory         | William Paul   | Sans opposition | N/A | N/A |

#### Élections dans les années 1700
| Parti | Parti        | Candidat       | Voix            | %   | ±   |
| ----- | ------------ | -------------- | --------------- | --- | --- |
|       | Whig         | John Berkeley  | Sans opposition | N/A | N/A |
|       | Non Partisan | Richard Topham | Sans opposition | N/A | N/A |

| Parti | Parti        | Candidat       | Voix            | %   | ±   |
| ----- | ------------ | -------------- | --------------- | --- | --- |
|       | Whig         | John Berkeley  | Sans opposition | N/A | N/A |
|       | Non Partisan | Richard Topham | Sans opposition | N/A | N/A |

| Parti | Parti        | Candidat       | Voix            | %   | ±   |
| ----- | ------------ | -------------- | --------------- | --- | --- |
|       | Whig         | John Berkeley  | Sans opposition | N/A | N/A |
|       | Non Partisan | Richard Topham | Sans opposition | N/A | N/A |

| Parti | Parti        | Candidat       | Voix            | %   | ±   |
| ----- | ------------ | -------------- | --------------- | --- | --- |
|       | Whig         | John Berkeley  | Sans opposition | N/A | N/A |
|       | Non Partisan | Richard Topham | Sans opposition | N/A | N/A |

| Parti | Parti        | Candidat       | Voix            | %   | ±   |
| ----- | ------------ | -------------- | --------------- | --- | --- |
|       | Whig         | John Berkeley  | Sans opposition | N/A | N/A |
|       | Non Partisan | Richard Topham | Sans opposition | N/A | N/A |

#### Élections dans les années 1690
| Parti         | Parti         | Candidat       | Voix     | %   | ±   |
| ------------- | ------------- | -------------- | -------- | --- | --- |
|               | Whig          | John Berkeley  | Élu      | N/A | N/A |
|               | Non Partisan  | Richard Topham | Élu      | N/A | N/A |
|               | Non Partisan  | William Scawen | Vaincu   | N/A | N/A |
| Participation | Participation | Participation  | Inconnue | N/A | N/A |

| Parti | Parti        | Candidat       | Voix            | %   | ±   |
| ----- | ------------ | -------------- | --------------- | --- | --- |
|       | Whig         | John Berkeley  | Sans opposition | N/A | N/A |
|       | Non Partisan | William Scawen | Sans opposition | N/A | N/A |

| Parti | Parti                | Candidat             | Voix            | %   | ±   |
| ----- | -------------------- | -------------------- | --------------- | --- | --- |
|       | Non Partisan         | William Scawen       | Sans opposition | N/A | N/A |
|       | Non Partisan retenir | Non Partisan retenir | Swing           | N/A |     |

- Décès d'Adderley, en juin 1693

| Parti         | Parti         | Candidat         | Voix     | %   | ±   |
| ------------- | ------------- | ---------------- | -------- | --- | --- |
|               | Non Partisan  | Christopher Wren | Élu      | N/A | N/A |
|               | Non Partisan  | Baptist May      | Élu      | N/A | N/A |
|               | Non Partisan  | Charles Porter   | Vaincu   | N/A | N/A |
|               | Non Partisan  | William Adderley | Vaincu   | N/A | N/A |
| Participation | Participation | Participation    | Inconnue | N/A | N/A |

- Note: There is a discrepancy between sources, as The House of Common 1690–1715 indicates that Wren was elected at this election; whereas Leigh Rayment indicates Sir Algernon May was re-elected; both with Baptist May.
- On petition, Wren and May were unseated and Porter and Adderley were seated on 17 May 1690.